# Пинелопи Делта
Пинело̀пи Дѐлта (на гръцки: Πηνελόπη Δέλτα) е гръцка писателка, авторка на книги за деца. Нейните романи се радват на широка популярност и оформят гръцките стереотипи за идентичността и историята.

## Биография
Родена е в Александрия, Египет, в 1874 година. Връзката ѝ с Йон Драгумис я вкарва в гръцката политика през 1920-те години. Делта се самоубива в деня, в който германските войски влизат в Атина през Втората световна война.
Авторка е на романите на „По времето на Българоубиеца“ (1911) и „В тайните на блатото“ (1937), описващ Гръцката въоръжена пропаганда в Македония от началото на XX век.
Неин правнук е гръцкият политик от Нова демокрация Андонис Самарас.